# Futbol'nyj Klub Chimki 2010
Questa voce raccoglie le informazioni riguardanti il Futbol'nyj Klub Chimki 2010 nelle competizioni ufficiali della stagione 2010.

## Stagione
Al primo campionato di Pervyj divizion dopo la retrocessione la squadra terminò al tredicesimo posto, lontana dai posti validi per la promozione.
Il cammino in Coppa fu immediatamente interrotto, con la sconfitta esterna ai rigori contro la Torpedo Mosca.

## Rosa
| N. |                    | Ruolo | Calciatore                  |
| -- | ------------------ | ----- | --------------------------- |
| 1  | Armenia (bandiera) | P     | Stanislav Kozyrevj          |
| 2  | Russia (bandiera)  | D     | Arseniy Logashov            |
| 3  | Russia (bandiera)  | D     | Evgenij Gapon               |
| 4  | Russia (bandiera)  | D     | Adil' Ibragimov             |
| 6  | Russia (bandiera)  | D     | Aleksei Yeroshkin           |
| 7  | Russia (bandiera)  | C     | Sergej Kuznecov             |
| 8  | Russia (bandiera)  | C     | Artur Rimovič Jusupov       |
| 9  | Russia (bandiera)  | A     | Sergei Maslov               |
| 10 | Russia (bandiera)  | C     | Aleksandr Yevstafyev        |
| 11 | Russia (bandiera)  | C     | Andrey Tikhonov             |
| 12 | Russia (bandiera)  | D     | Sergéj Jur'evič Ponomarenko |
| 13 | Russia (bandiera)  | ?     | Mikhail Kanayev             |
| 14 | Estonia (bandiera) | D     | Andrei Stepanov             |

| N. |                    | Ruolo | Calciatore          |
| -- | ------------------ | ----- | ------------------- |
| 15 | Russia (bandiera)  | ?     | Dmitri Golyshev     |
| 17 | Russia (bandiera)  | ?     | Arsen Oganesyan     |
| 18 | Russia (bandiera)  | ?     | Aleksandr Ovsov     |
| 19 | Russia (bandiera)  | A     | Anton Mamonov       |
| 21 | Russia (bandiera)  | C     | Aleksandr Petrovj   |
| 22 | Ucraina (bandiera) | A     | Konstantin Dudčenko |
| 24 | Russia (bandiera)  | D     | Igor Klimov         |
| 25 | Armenia (bandiera) | P     | Roman Berezovskij   |
| 27 | Russia (bandiera)  | C     | Kirill Biryukov     |
| 29 | Russia (bandiera)  | C     | Anatolij Neželev    |
| 37 | Russia (bandiera)  | A     | Aleksei Alekseyev   |
| 44 | Russia (bandiera)  | D     | Nikita Čičerin      |

## Risultati

### Campionato
| Chimki 28 marzo 2010 1ª giornata | Chimki | 1 – 0 referto | Saljut Belgorod | Stadio Novye Chimk |

| Chimki 31 marzo 2010 2ª giornata | Chimki | 3 – 0 referto | Avangard Kursk | Stadio Novye Chimk |

| Chabarovsk 7 aprile 2010 3ª giornata | SKA-Ėnergija | 1 – 1 referto | Chimki | Stadion SKA DVO im. V. I. Lenina |

| Vladivostok 10 aprile 2010 4ª giornata | Luč-Ėnergija | 0 – 0 referto | Chimki | Stadio Dinamo |

| Chimki 21 aprile 2010 6ª giornata | Chimki | 0 – 1 referto | Kuban' | Stadio Novye Chimk |

| Chimki 29 aprile 2010 7ª giornata | Chimki | 0 – 2 referto | KAMAZ | Stadio Novye Chimk |

| Chimki 2 maggio 2010 8ª giornata | Chimki | 1 – 0 referto | Volga Nižnij Novgorod | Stadio Novye Chimk |

| Ekaterinburg 10 maggio 2010 9ª giornata | Ural | 0 – 2 referto | Chimki | Stadio Uralmaš |

| Omsk 13 maggio 2010 10ª giornata | Irtyš Omsk | 0 – 0 referto | Chimki |  |

| Chimki 21 maggio 2010 11ª giornata | Chimki | 1 – 0 referto | Baltika | Stadio Rodina |

| Chimki 24 maggio 2010 12ª giornata | Chimki | 4 – 1 referto | Dinamo San Pietroburgo | Stadio Rodina |

| Jaroslavl' 1º giugno 2010 13ª giornata | Šinnik | 0 – 0 referto | Chimki | Stadio Šinnik |

| Brjansk 4 giugno 2010 14ª giornata | Dinamo Brjansk | 1 – 1 referto | Chimki | Stadio Dinamo |

| Chimki 12 giugno 2010 15ª giornata | Chimki | 3 – 1 referto | Žemčužina-Soči | Stadio Rodina |

| Chimki 15 giugno 2010 16ª giornata | Chimki | 0 – 0 referto | Krasnodar | Stadio Rodina |

| Saransk 23 giugno 2010 17ª giornata | Mordovija | 2 – 1 referto | Chimki | Stadio Svetotechnika |

| Nižnij Novgorod 26 giugno 2010 18ª giornata | Nižnij Novgorod | 2 – 0 referto | Chimki | Stadio Severnyj |

| Chimki 6 luglio 2010 19ª giornata | Chimki | 1 – 1 referto | Volgar'-Gazprom | Stadio Rodina |

| Chimki 9 luglio 2010 20ª giornata | Chimki | 1 – 3 referto | Volgograd | Stadio Rodina |

| Belgorod 30 luglio 2010 21ª giornata | Saljut Belgorod | 1 – 2 referto | Chimki | Stadio Centrale Saljut |

| Kursk 2 agosto 2010 22ª giornata | Avangard Kursk | 0 – 1 referto | Chimki | Stadio Trudovye rezervy |

| Chimki 10 agosto 2010 23ª giornata | Chimki | 0 – 0 referto | SKA-Ėnergija | Stadio Rodina |

| Chimki 13 agosto 2010 24ª giornata | Chimki | 1 – 1 referto | Luč-Ėnergija | Stadio Rodina |

| Krasnodar 21 agosto 2010 25ª giornata | Kuban' | 1 – 0 referto | Chimki | Stadio Kuban' |

| Naberežnye Čelny 31 ottobre 2010 27ª giornata | KAMAZ | 1 – 1 referto | Chimki |  |

| Nižnij Novgorod 3 settembre 2010 28ª giornata | Volga Nižnij Novgorod | 2 – 0 referto | Chimki | Stadio Lokomotiv |

| Chimki 11 settembre 2010 29ª giornata | Chimki | 1 – 1 referto | Ural | Stadio Rodina |

| Chimki 14 settembre 2010 30ª giornata | Chimki | 1 – 1 referto | Irtyš Omsk | Stadio Rodina |

| Kaliningrad 22 settembre 2010 31ª giornata | Baltika | 3 – 1 referto | Chimki | Stadio Baltika |

| San Pietroburgo 26 settembre 2010 32ª giornata | Dinamo San Pietroburgo | 0 – 2 referto | Chimki | SK Petrovskij (MSA) |

| Chimki 3 ottobre 2010 33ª giornata | Chimki | 1 – 1 referto | Šinnik | Stadio Rodina |

| Chimki 6 ottobre 2010 34ª giornata | Chimki | 2 – 2 referto | Dinamo Brjansk | Stadio Rodina |

| Soči 14 ottobre 2010 35ª giornata | Žemčužina-Soči | 2 – 1 referto | Chimki | Stadio Centrale Metreveli |

| Krasnodar 17 ottobre 2010 36ª giornata | Krasnodar | 1 – 1 referto | Chimki | Stadio Kuban' |

| Chimki 23 ottobre 2010 37ª giornata | Chimki | 0 – 3 referto | Mordovija | Stadio Novye Chimk |

| Chimki 27 ottobre 2010 38ª giornata | Chimki | 1 – 1 referto | Nižnij Novgorod | Stadio Novye Chimk |

| Astrachan' 3 novembre 2010 39ª giornata | Volgar'-Gazprom | 2 – 2 referto | Chimki | Stadio Centrale |

| Volgograd 6 novembre 2010 40ª giornata | Volgograd | 0 – 1 referto | Chimki | Stadio Centrale |

### Coppa di Russia
| Mosca 1º luglio 2010 Quinto turno            | Torpedo Mosca        | 1 – 1 (d.t.s.) referto | Chimki | Stadio Ėduard Strel'cov |
| \| \| \| \| \| \| Tiri di rigore 4 – 2 \| \| |                      |                        |        |                         |
|                                              |                      |                        |        |                         |
|                                              | Tiri di rigore 4 – 2 |                        |        |                         |